# Ритинис

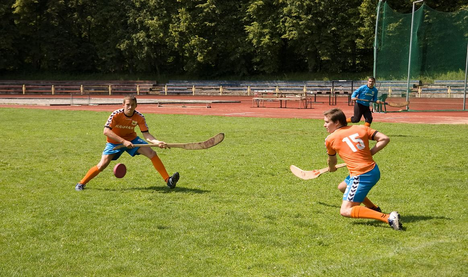
Игра в ритинис в Вильнюсе

Ритинис (лит. ritinis) — литовский национальный вид спорта с клюшкой и мячом, схожий по принципу с хоккеем на траве. Входит в программу Всемирных литовских игр.

## Правила

Пиктограмма с изображением ритиниса

### Поле и снаряжение
Ритинис схож по принципам игры с хоккеем на траве или ирландским хёрлингом. В ритинис играют две равные по численности команды: обычно это 7 человек (вратарь, три защитника и три нападающих), но допускается и большее количество игроков: иногда в матчах участвовало по 12—16 человек суммарно. Игра проходит на ровной площадке — прямоугольном травяном поле длиной 80—110 м и шириной 40—75 м, разделённом пополам центральной линией. В качестве площадки может использоваться футбольное поле.
У каждого игрока есть массивная клюшка с изогнутым в одну сторону крюком и отогнутым в противоположную сторону концом ручки — клюшка под названием «ритмуша» (лит. ritmuša). Длина этой клюшки составляет 135—150 см, длина крюка до 40 см, ширина крюка — до 10 см (у вратаря такая же клюшка с шириной крюка до 15 см). Основной игровой снаряд — это рипка (лит. rypka), которая представляет собой резиновый диск диаметром 17—18 см, толщиной 2,5 см и массой 600—700 г. В то же время рипку могут изготавливать из дерева, отпиливая от бревна и иногда для прочности обивая тонкой жестью.

### Регламент и подсчёт очков
Матч обычно длится два периода по 20 минут с 10-минутным перерывом. Путем жребия определяется команда, начинающая игру: игроки становятся на расстоянии 10 м от центральной линии, и капитан одной из команд бросает рипку. Он берёт её правой рукой, поднимает высоко над головой и, размахнувшись, бросает. Рипка пролетает несколько метров, затем касается земли и начинает быстро катиться. Игроки другой команды пытаются её остановить с помощью клюшек: тот, кто это сделает, бросает рипку рукой с места остановки в сторону противника. Игрок также может отбить рипку клюшкой, если она ещё катится.
Если рипка пересечёт лицевую линию поля — команда, нанёсшая удар, зарабатывает одно очко, а если рипка залетит в ворота — 3 очка. Если игрок наносит 16-метровый штрафной бросок, то может заработать 2 очка. Команда, которая наберёт больше очков, выиграет встречу. Матч может длиться и до определенного количества очков, если проходит на ограниченной по длине площадке.
Игрокам запрещено останавливать рипку какой-либо частью тела — в том числе и ногой. За нарушения правил назначается штрафной бросок с места нарушения, если же нарушение было совершено во вратарской зоне — назначается штрафной удар с 16 м. Более того, только тот игрок, который остановил рипку, может её кидать: замена другим игроком не разрешается.

## История
Первые упоминания ритиниса восходят к XVII веку: игровые снаряды изготавливались из берёзы или дуба. Игра упоминается в трудах С. Даукантаса и М. Валанчюса. В окрестностях Юрбаркаса очки могли отмечать, втыкая около каждых ворот палку с равным количеством сучков и вешая на нижний шапку. После каждого набранного очка шапку перевешивали на сучок выше: партия завершалась, когда шапка какой-либо команды доходила до верхушки.
Первый свод правил игры в ритинис составил в 1923 году Каролис Динейка, обобщив правила игры в разных регионах Литвы, а в 1956 году их обновил Витаутас Степонайтис. В том же 1923 году в Каунасе состоялся первый матч по ритинису, а в 1957 году в Вильнюсе прошла игра между командами Вильнюса и Каунаса. В 1958 году была создана Литовская федерация этнических игр, в программу которой вошёл ритинис. В 1961 году в Литовской ССР состоялся первый чемпионат по ритинису; чемпионаты Литвы проводятся с тех пор ежегодно. В 1973 году была образована Литовская федерация ритиниса.
Ритинис входит в программу Всемирных литовских игр, также он был в программе Всемирных игр ТАФИСА.